# 1985年4月逝世人物列表
1985年逝世人物列表：1月 - 2月 - 3月 - 4月 - 5月 - 6月 - 7月 - 8月 - 9月 - 10月 - 11月 - 12月
1985年4月逝世人物列表，是用于汇总1985年4月期间逝世人物的列表。

## 依日期排序

### 3日
- 伍献文，85岁，中国动物学家。

### 4日
- 凱特·羅伯茨，威爾士語作家[1]

### 5日
- 保羅·休·埃米特，美國化學工程師

### 6日
- 特伦斯·桑德斯，英國奧運賽艇運動員——無舵手四人制[2]

### 7日
- 卡尔·施米特，德國法學家、政治理論家和法學教授

### 10日
- 阿爾弗雷多·杜阿爾德，智利政治家

### 11日
- 恩維爾·霍查，77岁，阿尔巴尼亚民主阵线全国委员会主席。[3]
- 胡伯岳，92岁，中华民国法官。

### 14日
- 諾埃勒·戈登，英國女演員

### 15日
- 杰克·梅迪卡，美國奧林匹克游泳運動員[4]

### 16日
- 陳凝丹，73岁，中国岭南画派画家。

### 17日
- 李伯钊，74岁，杨尚昆夫人。
- 埃瓦德內·普萊斯，澳大利亞-英國作家、演員和占星家

### 18日
- 格特魯德·卡頓-湯普森，英國考古學家

### 19日
- 謝爾蓋·亞歷山德羅維奇·托卡列夫，俄羅斯民族學家

### 20日
- 查尔斯·弗朗西斯·里克特，84岁，美国地震学家，里氏地震震级的创立者之一。

### 21日
- 坦克雷多·內維斯，75岁，巴西前总统。[5]
- 褚应璜，77岁，中国电机工程专家。
- 約翰·威爾士，愛爾蘭演員

### 24日
- 黃季陸，85岁，中华民国总统府资政。

### 26日
- 阿爾伯特·瑪律茨，美國編劇，好萊塢十大人物之一

### 28日
- 张天翼，78岁，中国作家。

### 29日
- 傅京孫，56歲，中華民國中央研究院第12屆數理科學組院士。[6]